# Blue Green Roof
Il Blue Green Roof (BGR - "Tetto blu verde") è un elemento di architettura sostenibile che va a integrare la vegetazione tipica dei tetti verdi con un sofisticato sistema di gestione delle acque piovane.
Questa tecnologia sfrutta l'acqua come mezzo per migliorare la termoregolazione ambientale nelle aree urbane, spesso soggette a deflusso rapido delle acque meteoriche. La caratteristica distintiva dei BGR è la loro capacità di raccogliere, conservare e riutilizzare l'acqua piovana, contribuendo a prevenire i danni da precipitazioni intense e fornendo una riserva idrica durante i periodi di siccità.

## Stratigrafia

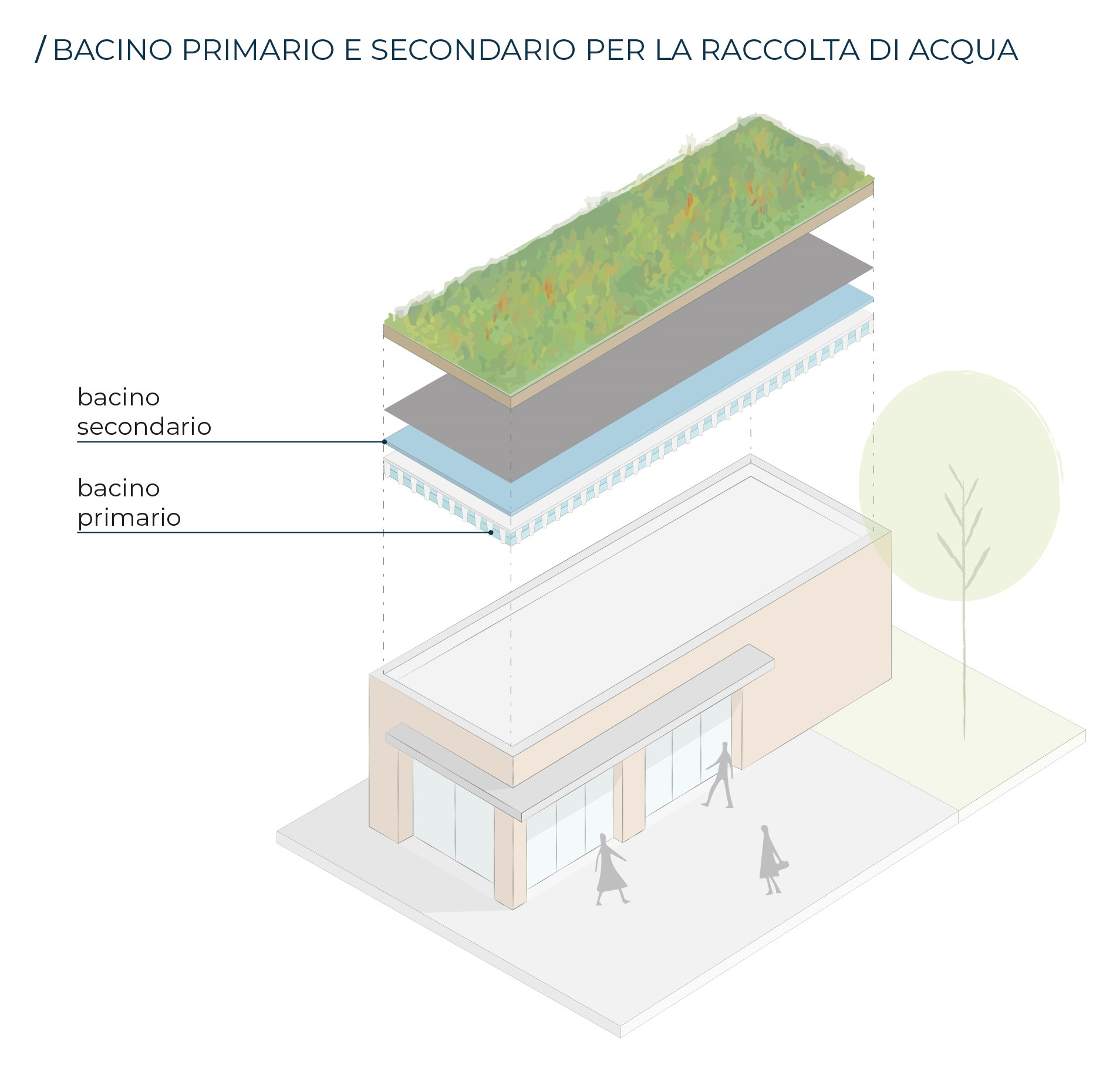
Bacino Primario e Secondario nel BGR

Il Blue Green Roof si presenta esteriormente come un tetto verde o un giardino pensile. Tuttavia, una caratteristica distintiva è la sua intercapedine sottostante, progettata per raccogliere e trattenere l'acqua piovana. Questa capacità di immagazzinamento non solo previene lo spreco di risorse idriche, ma contribuisce anche alla gestione dell'acqua durante periodi di siccità o piogge abbondanti, fornendo una soluzione sostenibile e a lungo termine per la gestione delle acque in contesti urbani
Un BGR ha un "bacino primario" che raccoglie e immagazzina ogni goccia di pioggia, trattenendo completamente l'acqua. Questo sistema mitiga i danni dei nubifragi e serve come riserva idrica durante la scarsità d'acqua. 
L'acqua raccolta è poi spostata a un "sistema secondario" per un uso più efficiente, spesso per l'irrigazione, superando l'efficienza dei metodi tradizionali.

## Benefici[3][4]

### Conservazione dell'acqua
I tetti Blue Green (BGR) sono progettati per raccogliere e conservare l'acqua piovana, riducendo la dipendenza dall'acqua fornita dalla rete cittadina e conservando una risorsa preziosa spesso sprecata nelle aree urbane.

#### Prevenzione dei danni da precipitazioni intense
I BGR aiutano a mitigare i rischi di inondazioni urbane e danni correlati, assorbendo e trattenendo l'acqua durante eventi di precipitazioni intense, limitando così il deflusso superficiale.

#### Riserva idrica durante i periodi di siccità
Durante i periodi di scarsità idrica, i BGR forniscono una fonte alternativa critica, conservando l'acqua che può essere utilizzata per sostenere la vegetazione e altri usi.

#### Riduzione dei costi associati all'approvvigionamento idrico
Attraverso la raccolta e l'uso efficiente dell'acqua piovana, i BGR possono ridurre significativamente i costi legati al consumo di acqua, specialmente in relazione all'irrigazione dei paesaggi e degli spazi verdi.

#### Mitigazione del microclima urbano
I BGR contribuiscono a moderare le temperature estreme in ambito urbano, grazie alla loro capacità di trattenere l'acqua e supportare la vegetazione, che fornisce ombra e raffreddamento tramite evapotraspirazione.

#### Contributo alla biodiversità e alla qualità dell'aria
Ospitando una varietà di piante, i BGR migliorano la biodiversità urbana e contribuiscono a una migliore qualità dell'aria, fornendo habitat per varie specie e assorbendo inquinanti atmosferici.

## Blue Green RoofDigitale[5]

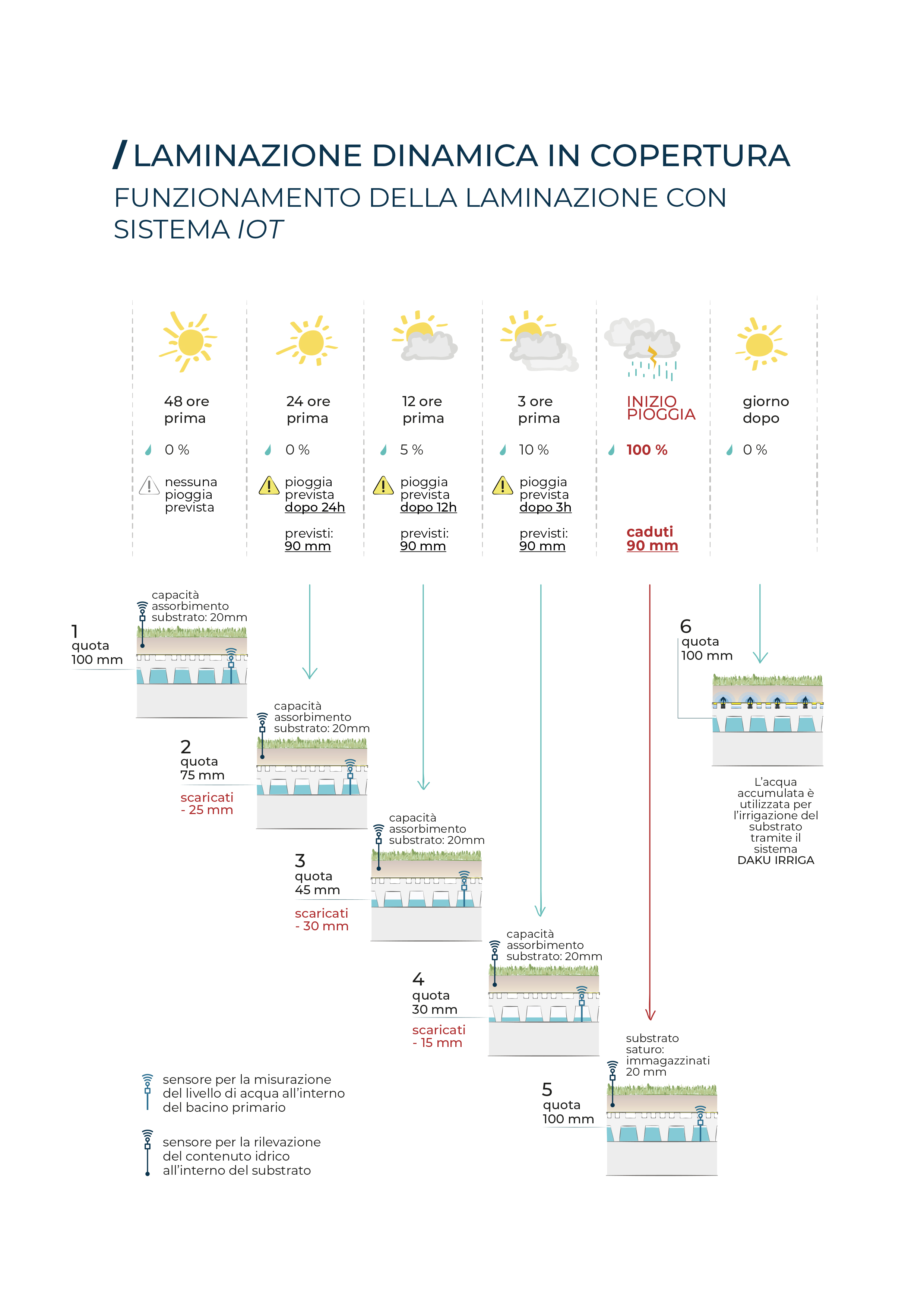
Blue Green Roof Digitale

Il Blue Green Roof digitale IoT rappresenta l'avanguardia nella gestione sostenibile delle acque piovane. Utilizzando sensori di umidità e temperature integrati, questo sistema intelligente monitora costantemente la saturazione idrica del substrato vegetale. 
Collegandosi attivamente ai servizi di previsione meteorologica, il sistema prevede gli eventi di pioggia imminenti e la loro intensità. In base a queste informazioni, determina se è possibile trattenere tutta la pioggia prevista o se è necessario scaricare preventivamente una certa quantità di acqua dal bacino primario, assicurando così una gestione ottimale delle risorse idriche e prevenendo potenziali sovraccarichi.